# This Is Hell (gruppo musicale)
I This Is Hell sono un gruppo musicale hardcore punk statunitense formatosi a Long Island nel 2004.

## Formazione

### Formazione attuale
- Travis Reilly – voce (2004-presente)
- Rick Jimenez – chitarra (2004-presente)
- Christian Beale – chitarra (2012-presente)
- Pieter Vandenberg – basso (2010-presente)
- Mike Sciulara – batteria (2011-presente)

### Ex componenti
- Jeff Tiu – basso (2004-2006)
- Joe Osolin – chitarra (2005-2006)
- Chris Reynolds – chitarra (2006-2008)
- Dan Bourke – batteria (2005-2009)
- John Moore – basso (2006-2009)
- Andrew Jones – basso (2009-2010)
- Benny Mead – batteria (2009-2010)
- Chris Mazella – chitarra (2010-2011)

### Turnisti
- Andrew Jones – batteria (2004)
- Travis Paduano – chitarra (2004)
- Dennis Wilson – batteria (2009)

## Discografia

### Album in studio
- 2006 – Sundowning
- 2008 – Misfortunes
- 2010 – Weight of the World
- 2011 – Black Mass

### EP
- 2004 – This Is Hell Demo
- 2005 – This Is Hell
- 2007 – Cripplers
- 2009 – Warbirds
- 2013 – The Enforcer

### Split
- 2007 – This Is Hell/Cancer Bats
- 2008 – This Is Hell/Nightmare of You